# フルメタゾン
フルメタゾン（英: flumetasone）とは局所的に用いられるコルチコステロイド。一般的にはピバル酸エステルであるピバル酸フルメタゾンが用いられ、商品名はLocacortenあるいはLocorten。クリオキノールとの混合剤（商品名Locacorten-Vioform）が耳薬（ear drops）として外耳炎や耳真菌症の治療に使用される。